# Lytocarpia myriophyllum
Lytocarpia myriophyllum is een hydroïdpoliep uit de familie Aglaopheniidae. De poliep komt uit het geslacht Lytocarpia. Lytocarpia myriophyllum werd in 1758 voor het eerst wetenschappelijk beschreven door Carl Linnaeus.

## Beschrijving
Deze soort heeft lange, veerachtige, rechtopstaande kolonies met onvertakte hoofdstelen die rechte zijtakken in rijen dragen aan bijna tegenoverliggende zijden van de bovenste helft van de stengel. De kolonie is v-vormig in dwarsdoorsnede, met de poliepen allemaal naar de v-vorm gericht. Langs de hoofdstam ontstaan op regelmatige afstanden meerdere schutbladenachtige structuren. De reproductieve poliepen worden gedragen op gemodificeerde zijtakken, met tussenpozen verspreid over de kolonie. Groepen rechtopstaande stengels komen meestal samen voor, vermoedelijk verbonden door een basale stoloon. Typisch 30–40 cm hoog, zijtakken 20 mm. L. myriophyllum is een veel grotere hydroïdpoliep dan Gymnangium montagui of de Aglaophenia-soort die wordt aangetroffen in de noordoostelijk Atlantische Oceaan.
Het wormachtige caudofoveate weekdier Nematomenia banyulensis wordt vaak gevonden opgerold rond de basis van de stengels van deze soort.

## Verspreiding
Lytocarpia myriophyllumis de grootste Leptomedusan hydroidpoliep van de Middellandse Zee, met kolonies tot 1 meter hoog, en de meest voorkomende Aglaopheniid in het oostelijke deel van de Noord-Atlantische Oceaan. Rond Groot-Brittannië is deze soort zeer lokaal, maar overal op de Britse Eilanden te vinden. Frequent tussen eilanden in zuidwest Schotland. Deze soort wordt normaal gesproken aangetroffen in diep water, lager dan 25 meter, op halfbeschutte plaatsen met een matige getijdenstroom.